# Babben Enger Damon
Babben Enger Damon (née le 19 septembre 1939) est une ancienne fondeuse norvégienne.

## Jeux olympiques
- Jeux olympiques d'hiver de 1968 à Grenoble 
  -  Médaille d'or en relais 3x5m.